# Grand Prix automobile d'Australie 1999
GP précédent GP suivant
Le Grand Prix automobile d'Australie 1999 (1999 Qantas Australian Grand Prix), disputé le 7 mars 1999 sur le circuit de l'Albert Park, est la 631e épreuve du championnat du monde de Formule 1 courue depuis 1950. Il s'agit de la quinzième édition du Grand Prix d'Australie comptant pour le championnat du monde de Formule 1 et de la première manche du championnat 1999.

## Classement[1]
| Pos. | No | Pilote                | Écurie             | Tours | Temps/Abandon                      | Grille | Points |
| ---- | -- | --------------------- | ------------------ | ----- | ---------------------------------- | ------ | ------ |
| 1    | 4  | Eddie Irvine          | Ferrari            | 57    | 1 h 35 min 01 s 659 (190,816 km/h) | 6      | 10     |
| 2    | 8  | Heinz-Harald Frentzen | Jordan-Mugen-Honda | 57    | + 1 s 026                          | 5      | 6      |
| 3    | 6  | Ralf Schumacher       | Williams-Supertec  | 57    | + 7 s 012                          | 8      | 4      |
| 4    | 9  | Giancarlo Fisichella  | Benetton-Playlife  | 57    | + 33 s 418                         | 7      | 3      |
| 5    | 16 | Rubens Barrichello    | Stewart-Ford       | 57    | + 54 s 698                         | 4      | 2      |
| 6    | 14 | Pedro de la Rosa      | Arrows             | 57    | + 1 min 24 s 316                   | 18     | 1      |
| 7    | 15 | Toranosuke Takagi     | Arrows             | 57    | + 1 min 26 s 288                   | 17     |        |
| 8    | 3  | Michael Schumacher    | Ferrari            | 56    | + 1 tour                           | 3      |        |
| Abd. | 23 | Ricardo Zonta         | BAR-Supertec       | 48    | Surchauffe                         | 19     |        |
| Abd. | 20 | Luca Badoer           | Minardi-Ford       | 42    | Boîte de vitesses                  | 21     |        |
| Abd. | 10 | Alexander Wurz        | Benetton-Playlife  | 28    | Suspension                         | 10     |        |
| Abd. | 12 | Pedro Diniz           | Sauber-Petronas    | 27    | Transmission                       | 14     |        |
| Abd. | 21 | Marc Gené             | Minardi-Ford       | 25    | Collision                          | 22     |        |
| Abd. | 19 | Jarno Trulli          | Prost-Peugeot      | 25    | Collision                          | 12     |        |
| Abd. | 18 | Olivier Panis         | Prost-Peugeot      | 23    | Roue                               | 20     |        |
| Abd. | 1  | Mika Häkkinen         | McLaren-Mercedes   | 21    | Accélérateur                       | 1      |        |
| Abd. | 5  | Alessandro Zanardi    | Williams-Supertec  | 20    | Accident                           | 15     |        |
| Abd. | 2  | David Coulthard       | McLaren-Mercedes   | 13    | Panne hydraulique                  | 2      |        |
| Abd. | 22 | Jacques Villeneuve    | BAR-Supertec       | 13    | Casse d'aileron                    | 11     |        |
| Abd. | 7  | Damon Hill            | Jordan-Mugen-Honda | 0     | Sortie de piste                    | 9      |        |
| Abd. | 11 | Jean Alesi            | Sauber-Petronas    | 0     | Boîte de vitesses                  | 16     |        |
| Np.  | 17 | Johnny Herbert        | Stewart-Ford       |       | Moteur                             | 13     |        |

## Pole position et record du tour
- Pole position : Mika Häkkinen en 1 min 30 s 462 (vitesse moyenne : 210,997 km/h).
- Meilleur tour en course : Michael Schumacher en 1 min 32 s 112 au 55e tour (vitesse moyenne : 207,217 km/h).

## Tours en tête
- Mika Häkkinen (McLaren-Mercedes) : 17 tours (1-17)
- Eddie Irvine (Ferrari) : 40 tours (18-57)[2]

## Statistiques
- 100e Grand Prix pour Damon Hill
- 1er Grand Prix pour l'écurie British American Racing
- Le départ du Grand Prix est retardé après que les voitures de Rubens Barrichello et de Johnny Herbert ont pris feu sur la grille de départ. Barrichello repartira avec son mulet, tandis que Herbert ne repartira pas.
- Pour la première fois depuis le Grand Prix automobile de Saint-Marin 1988 et Luis Pérez-Sala et Adrian Campos, deux pilotes espagnols sont présents sur la ligne de départ (Pedro de la Rosa et Marc Gené).
- La course est neutralisée à deux reprises, du 15e au 16e tour puis du 22e au 24e tour.
- Première victoire d'Eddie Irvine.